# Glauburg
Glauburg ist eine Gemeinde im hessischen Wetteraukreis. Historisch gehörte Glauburg zur  Region Oberhessen.

## Geografie
Glauburg liegt am Fuße des Vogelsberges angrenzend an die Landschaft Wetterau.
Nachbargemeinden sind im Nordwesten die Gemeinde Ranstadt, im Nordosten die Stadt Ortenberg, im Südosten die Stadt Büdingen, im Südwesten die Gemeinde Altenstadt sowie im Westen die Stadt Florstadt.
Die Gemeinde setzt sich aus den Ortsteilen Glauberg und Stockheim zusammen.

## Geschichte
Die älteste bekannte schriftliche Erwähnung von Glauberg erfolgte 844–846 unter dem Namen in marca Gloubero im Lorscher Codex, einem Güterverzeichnis des Reichsklosters Lorsch. Stockheim tauchte erstmals 1198 in einem Dokument auf.
siehe unter Burg Glauburg
Bis 1806 gehörte Glauberg zum Gebiet der Grafen zu Stolberg-Gedern. Stockheim dagegen gehörte bis 1816 zum Gebiet der Fürsten von Isenburg-Büdingen.

### Gemeindebildung 1971
Die Gemeinde „Glauburg“ wurde im Zuge der Gebietsreform in Hessen durch den freiwilligen Zusammenschluss der bisherigen Gemeinden Glauberg und Stockheim zum 1. Juli 1971 neu gebildet.
Ortsbezirke nach der Hessischen Gemeindeordnung wurden nicht errichtet.

### Bevölkerung

#### Einwohnerstruktur 2011
Nach den Erhebungen des Zensus 2011 lebten am Stichtag, dem 9. Mai 2011, in Glauburg 3070 Einwohner. Darunter waren 144 (4,7 %) Ausländer, von denen 58 aus dem EU-Ausland, 45 aus anderen europäischen Ländern und 41 aus anderen Staaten kamen. (Bis zum Jahr 2020 erhöhte sich die Ausländerquote auf 8,6 %.) Nach dem Lebensalter waren 506 Einwohner unter 18 Jahren, 1222 zwischen 18 und 49, 727 zwischen 50 und 64 und 616 Einwohner waren älter. Die Einwohner lebten in 1368 Haushalten. Davon waren 411 Singlehaushalte, 343 Paare ohne Kinder und 429 Paare mit Kindern, sowie 157 Alleinerziehende und 28 Wohngemeinschaften. In 249 Haushalten lebten ausschließlich Senioren und in 904 Haushaltungen lebten keine Senioren. 1840 Einwohner gehörten der evangelischen (59,9 %) und 500 Einwohner der katholischen (16,3 %) Konfession an.

#### Einwohnerentwicklung
| Glauburg: Einwohnerzahlen von 1973 bis 2020                       | Glauburg: Einwohnerzahlen von 1973 bis 2020 | Glauburg: Einwohnerzahlen von 1973 bis 2020 | Glauburg: Einwohnerzahlen von 1973 bis 2020 | Glauburg: Einwohnerzahlen von 1973 bis 2020 |
| ----------------------------------------------------------------- | ------------------------------------------- | ------------------------------------------- | ------------------------------------------- | ------------------------------------------- |
| Jahr                                                              |                                             |                                             |                                             | Einwohner                                   |
| 1973                                                              | 1973                                        |                                             | 2.951                                       | 2.951                                       |
| 1975                                                              | 1975                                        |                                             | 2.894                                       | 2.894                                       |
| 1980                                                              | 1980                                        |                                             | 2.943                                       | 2.943                                       |
| 1985                                                              | 1985                                        |                                             | 3.039                                       | 3.039                                       |
| 1990                                                              | 1990                                        |                                             | 3.026                                       | 3.026                                       |
| 1995                                                              | 1995                                        |                                             | 3.335                                       | 3.335                                       |
| 2000                                                              | 2000                                        |                                             | 3.290                                       | 3.290                                       |
| 2005                                                              | 2005                                        |                                             | 3.220                                       | 3.220                                       |
| 2010                                                              | 2010                                        |                                             | 3.112                                       | 3.112                                       |
| 2011                                                              | 2011                                        |                                             | 3.070                                       | 3.070                                       |
| 2015                                                              | 2015                                        |                                             | 3.032                                       | 3.032                                       |
| 2020                                                              | 2020                                        |                                             | 3.064                                       | 3.064                                       |
| Quellen: Hessisches Statistisches Informationssystem; Zensus 2011 |                                             |                                             |                                             |                                             |

## Politik

### Gemeindevertretung
Die Kommunalwahl am 14. März 2021 lieferte folgendes Ergebnis, in Vergleich gesetzt zu früheren Kommunalwahlen:
| Sitzverteilung in der Gemeindevertretung 2021Insgesamt 15 Sitze - SPD: 3 - Grüne: 3 - FWG: 7 - CDU: 2 | Parteien und Wählergemeinschaften | Parteien und Wählergemeinschaften       | 2021   | 2021   | 2016   | 2016   | 2011   | 2011   | 2006   | 2006   | 2001   | 2001   |
| Sitzverteilung in der Gemeindevertretung 2021Insgesamt 15 Sitze - SPD: 3 - Grüne: 3 - FWG: 7 - CDU: 2 | Parteien und Wählergemeinschaften | Parteien und Wählergemeinschaften       | %      | Sitze  | %      | Sitze  | %      | Sitze  | %      | Sitze  | %      | Sitze  |
| Sitzverteilung in der Gemeindevertretung 2021Insgesamt 15 Sitze - SPD: 3 - Grüne: 3 - FWG: 7 - CDU: 2 | FWG                               | Freie Wählergemeinschaft Glauburg       | 46,5   | 7      | 45,4   | 7      | 35,7   | 7      | 35,6   | 7      | 31,5   | 6      |
| Sitzverteilung in der Gemeindevertretung 2021Insgesamt 15 Sitze - SPD: 3 - Grüne: 3 - FWG: 7 - CDU: 2 | SPD                               | Sozialdemokratische Partei Deutschlands | 22,5   | 3      | 30,0   | 4      | 36,7   | 7      | 41,4   | 8      | 45,7   | 9      |
| Sitzverteilung in der Gemeindevertretung 2021Insgesamt 15 Sitze - SPD: 3 - Grüne: 3 - FWG: 7 - CDU: 2 | Grüne                             | Bündnis 90/Die Grünen                   | 16,5   | 3      | 11,5   | 2      | 13,1   | 2      | 06,9   | 1      | 07,4   | 1      |
| Sitzverteilung in der Gemeindevertretung 2021Insgesamt 15 Sitze - SPD: 3 - Grüne: 3 - FWG: 7 - CDU: 2 | CDU                               | Christlich Demokratische Union          | 14,6   | 2      | 13,1   | 2      | 14,5   | 3      | 16,1   | 3      | 15,5   | 3      |
| Sitzverteilung in der Gemeindevertretung 2021Insgesamt 15 Sitze - SPD: 3 - Grüne: 3 - FWG: 7 - CDU: 2 | Gesamt                            | Gesamt                                  | 100    | 15     | 100    | 15     | 100    | 15     | 100    | 19     | 100    | 19     |
| Sitzverteilung in der Gemeindevertretung 2021Insgesamt 15 Sitze - SPD: 3 - Grüne: 3 - FWG: 7 - CDU: 2 | Wahlbeteiligung                   | Wahlbeteiligung                         | 57,8 % | 57,8 % | 55,5 % | 55,5 % | 52,8 % | 52,8 % | 57,9 % | 57,9 % | 60,9 % | 60,9 % |

### Bürgermeister
Nach der hessischen Kommunalverfassung wird der Bürgermeister für eine sechsjährige Amtszeit gewählt, seit dem Jahr 1993 in einer Direktwahl, und ist Vorsitzender des Gemeindevorstands, dem in der Gemeinde Glauburg neben dem Bürgermeister ehrenamtlich ein Erster Beigeordneter und fünf weitere Beigeordnete angehören. Bürgermeisterin ist seit dem 1. Februar 2022 Henrike Strauch (SPD). Sie wurde als Nachfolgerin von Carsten Krätschmer (SPD), der nach zwei Amtszeiten nicht mehr angetreten war, am 26. September 2021 im ersten Wahlgang bei 75,91 Prozent Wahlbeteiligung mit 73,39 Prozent der Stimmen gewählt.
Amtszeiten der Bürgermeister
- 2022–2028 Henrike Strauch (SPD)[15]
- 2010–2022 Carsten Krätschmer (SPD)[16]
- 2004–2010 Gerd Mordier
- 1992–2004 Eberhard Langlitz (SPD)
- 1979–1992 Rolf Gnadl (SPD)[19]

| Jahr | Wahlbeteili- gung in % | Kandidaten          | Partei | Stimmen in % |
| ---- | ---------------------- | ------------------- | ------ | ------------ |
| 2021 | 75,91                  | Henrike Strauch     | SPD    | 73,39        |
| 2021 | 75,91                  | Dagmar Ringwald     |        | 26,61        |
| 2015 | 54,1                   | Carsten Krätschmer  | SPD    | 66,7         |
| 2015 | 54,1                   | Werner Christiansen | FWG    | 33,3         |
| 2009 | 78,9                   | Carsten Krätschmer  | SPD    | 61,0         |
| 2009 | 78,9                   | Thomas Meißner      | FWG    | 39,0         |
| 2003 | 81,7                   | Wilfried Schneider  | SPD    | 22,9         |
| 2003 | 81,7                   | Gerd Mordier        |        | 77,1         |
| 1997 | 62,1                   | Eberhard Langlitz   | SPD    | 91,1         |

### Partnerschaften
- Maio, Kap Verde bis 2015
- Allmenhausen (Thüringen)

## Öffentliche Einrichtungen
- Der Vulkanradweg ist auf der ehemaligen Bahnstrecke Stockheim–Lauterbach (Hessen) angelegt und bis Altenstadt verlängert als Teil des BahnRadweges Hessen, der auf ehemaligen Bahntrassen ca. 250 km durch den Vogelsberg und die Rhön führt.
- Ein Fußballplatz und eine Turnhalle bzw. ein Dorfgemeinschaftshaus ist in jedem Ortsteil vorhanden.
- Im Ortsteil Stockheim liegen der öffentliche Kindergarten, der private Bauernhofkindergarten und die Keltenberg-Grundschule.

## Kultur und Sehenswürdigkeiten

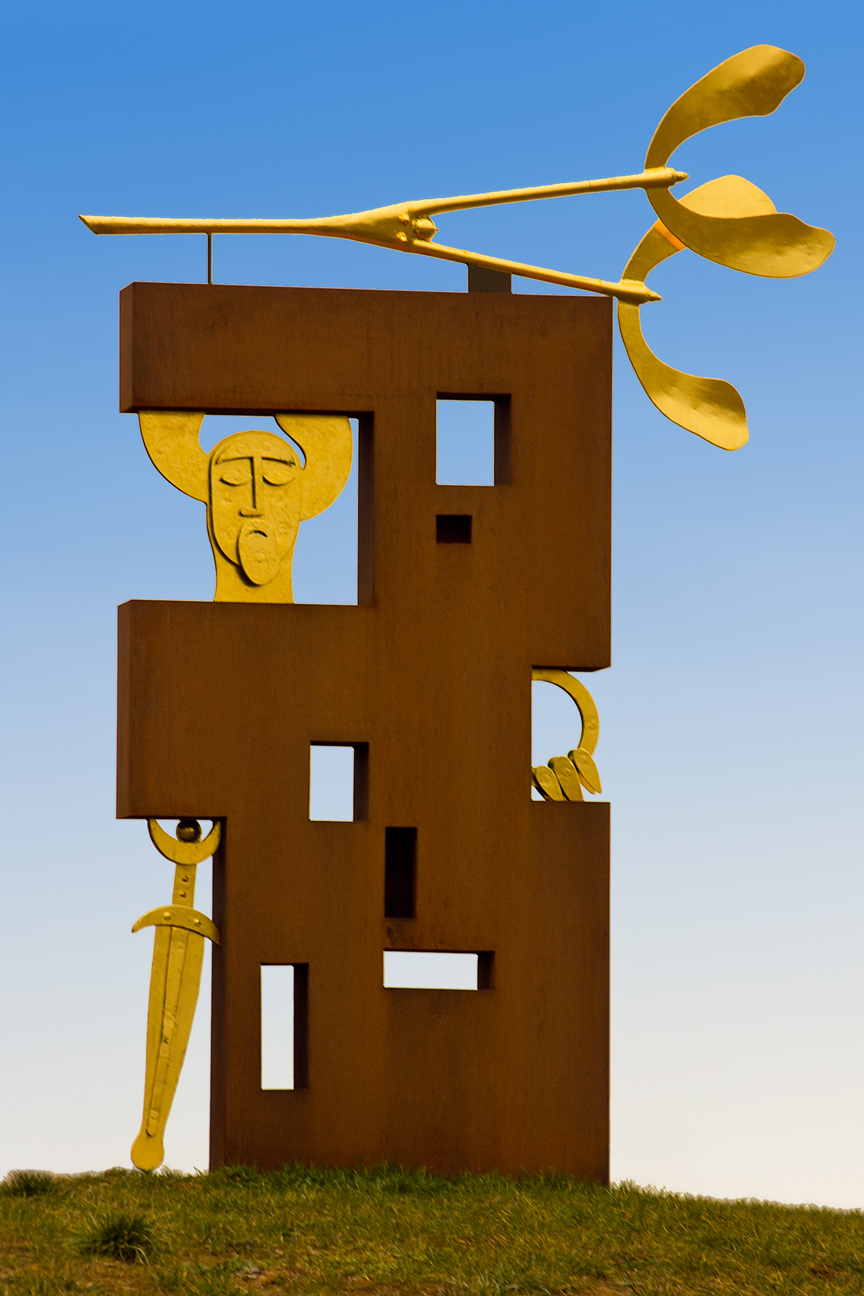
Statue des Büdinger Künstlers Axel Gallun am Keltenkreisel in Glauberg

### Der Keltenfürst
- Im Archäologischen Park Glauberg wurde zwischen 1994 und 2000 bei Ausgrabungen ein keltischer Fürstengrabhügel mit mehreren Gräbern aus dem 5. Jh. v. Chr. entdeckt.

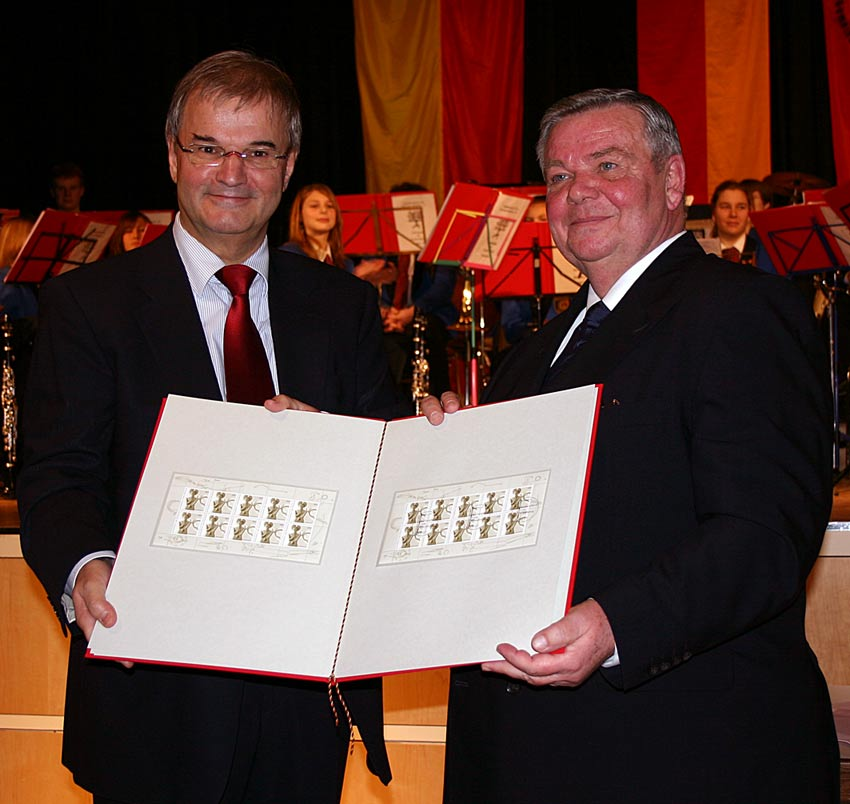
Karl Diller überreicht ein „Rotes Album“

Das deutsche Sonderpostwertzeichen „Keltenfürst vom Glauberg“ (144 Ct., Auflage: 17 Millionen, Grafiker: Werner Schmidt, Frankfurt am Main) aus der Serie Archäologie in Deutschland wurde am 7. Januar 2005 durch den parlamentarischen Staatssekretär im Bundesministerium der Finanzen Karl Diller (MdB) in Büdingen vorgestellt.
Schon seit Jahrzehnten forschen Archäologen am Glauberg nach den früheren Kelten, die immer noch viele Rätsel aufgeben. Erst bei einem Erkundungsflug im Jahr 1988 erkannten Heimatforscher am Südhang des Glaubergs die Spuren eines riesigen Grabhügels in einem Getreidefeld. Später kam noch ein zweiter Grabhügel hinzu, der durch geophysikalische Messungen lokalisiert werden konnte. Beide Hügel waren eingeebnet und vom Boden aus nicht zu erkennen. 1994 begann das Landesamt für Denkmalpflege in Hessen mit einer mehrjährigen Ausgrabung. Heute ist die Grabanlage restauriert. Die Bestattungsstätten zweier keltischer Krieger aus dem 5. Jahrhundert v. Chr. belegen die gehobene Stellung der Verstorbenen. Die Gräber zählen zu den prachtvollsten, die aus frühkeltischer Zeit bekannt sind. Eine weitere Sensation war die Entdeckung einer lebensgroßen Steinfigur eines Kriegers. Die bis auf die Füße vollständig erhaltene Statue ist mit einer haubenartigen Kopfbedeckung in Form eines Mistelblattes versehen. Da die Mistel bei den Kelten eine wichtige kultische Bedeutung besaß, mag dies auf die Rolle des Fürsten als oberster Priester hinweisen. Diese Figur des „Keltenfürsten vom Glauberg“ ist bislang der bedeutendste Fund keltischer Kultur in Hessen.
- Das Glauberg-Museum zeigt Fundstücke aus der Altsteinzeit bis ins Hochmittelalter.
- Ein eigenes Museumsgebäude auf dem Glauberg, die Keltenwelt am Glauberg, wurde am 6. Mai 2011 eröffnet. Dieses Museum wurde zum Teil vom Land Hessen und der Gemeinde finanziert. Kurze Zeit nach der Eröffnung erhielt das Gebäude den hessischen Architekturpreis 2011 für vorbildliches Bauen. Optisch wie aus dem Berg schwebend gibt es durch sein Panoramafenster den Blick auf den rekonstruierten keltischen Grabhügel frei.[20]

### Natur
Naturschutzgebiet „Nidderauen von Stockheim“:
Landschaftsschutzgebiete „LSG Glauberg“ und „LSG Auenverbund Wetterau“:
Neun Naturdenkmäler: